# Tvingad att leva
Tvingad att leva är en svensk film från 1980 i regi av Mats Helge Olsson. I rollerna ses bland andra Per Oscarsson, Marina Lindahl och Mats Olsson. Premiären ägde rum den 28 januari 1980 på biograf China i Lidköping.

## Rollista
- Per Oscarsson – läkaren
- Marina Lindahl – Ann
- Mats Olsson – Bengt
- Roger Lundgren – monstret
- Carl-Erik Proft – polis 2
- Taggen Axelsson – polis 1
- Jan Eliasson – Jan Bergman
- Per Jalkenius	– polis 3
- Elsa Westerberg – sjuksyster 1
- Yvonne Swedberg – sjuksyster 2
- Stefan Ask
- Anders Lindberg
- Per Jalkenius

### Fotnoter
1. ↑  ”Tvingad att leva”. Svensk Filmdatabas. http://sfi.se/sv/svensk-filmdatabas/Item/?itemid=7724&type=MOVIE&iv=Basic&ref=/templates/SwedishFilmSearchResult.aspx?id%3d1225%26epslanguage%3dsv%26searchword%3dtvingad+att+leva%26type%3dMovieTitle%26match%3dBegin%26page%3d1%26prom%3dFalse. Läst 14 maj 2013.